# Gebelim
Gebelim is een plaats (freguesia) in de Portugese gemeente Alfândega da Fé en telt 259 inwoners (2001).